# Jariștea
Jariștea è un comune della Romania di 4 071 abitanti, ubicato nel distretto di Vrancea, nella regione storica della Moldavia. 
Il comune è formato dall'unione di 4 villaggi: Jariștea, Pădureni, Scânteia, Vărsătura.